# 스테판 그리프
스테판 그리프(Stefan Gryff, 1939년 1월 1일 ~ 2017년 6월 3일)는 오스트레일리아의 배우, 영화배우이다.
바르샤바에서 태어났다.

## 영화
- 안나 카레니나 (1997년)
- 저격자들 (1995년)
- 바람에 대항한 여인 (1991년)
- 백야 (1985년) - 키리긴 역
- 레즈 (1981년)
- 배드 타이밍 (1980년)
- 늑대인간의 전설 (1975년)
- 맨발의 이사도라 (1968년)